# Vardja (Kose)
Vardja – wieś w Estonii, w prowincji Harju, w gminie Kose.